# Liste der Kulturdenkmäler in Ottersheim
In der Liste der Kulturdenkmäler in Ottersheim sind alle Kulturdenkmäler der rheinland-pfälzischen Ortsgemeinde Ottersheim aufgeführt. Grundlage ist die Denkmalliste des Landes Rheinland-Pfalz (Stand: 15. August 201727. November 2018).

## Einzeldenkmäler
| Bezeichnung                    | Lage                | Baujahr | Beschreibung | Bild                           |
| ------------------------------ | ------------------- | ------- | --- | ------------------------------ |
| Katholische Kirche St. Amandus | Hauptstraße 16 Lage | 1890–93 | neugotischer Sandsteinquader-Saalbau, 1890–93, Architekt Franz Schöberl, Speyer; mit Ausstattung, Schlimbach-Orgelprospekt von 1877, spätgotischer Taufstein, um 1500; straßenseitige Einfriedung, 1909 ff., Architekt Johann Christoph Schreiber, Kirchheimbolanden | weitere Bilder Fotos hochladen |
| Katholisches Pfarrhaus         | Hauptstraße 18 Lage | 1909–11 | Katholisches Pfarrhaus; eineinhalbgeschossiger villenartiger Heimatstilbau, 1909–11, Architekt Johann Christoph Schreiber, Kirchheimbolanden | Fotos hochladen                |
| Bürgerhaus                     | Hauptstraße 35 Lage | 1905    | ehemaliges Schulhaus, heute Bürgerhaus; eineinhalbgeschossiger historisierender Krüppelwalmdachbau, 1905, Architekt Johann Christoph Schreiber, Kirchheimbolanden | Fotos hochladen                |